# 阿尔姆河
阿尔姆河（俄语：Река Арму）是滨海边疆区紅軍區的河流，源起锡霍特山脉，流经168公里，右側注入大烏蘇爾卡河。流域面积5424平方公里，落差1140米。河谷狭窄崎岖，多岩石。上游的河底多砾石和卵石，中下游河底多沙质和卵石，流域内针叶林丰富。河水主要来源于雨水，积雪占水源的总量最多达18%。小船可溯流而上，流域内有锡矿，过去河是重要的矿产运输通道，现在则是旅遊業和捕魚的熱門地點。